# Fréchou
Fréchou is een gemeente in het Franse departement Lot-et-Garonne (regio Nouvelle-Aquitaine) en telt 249 inwoners (1999). De plaats maakt deel uit van het arrondissement Nérac.

## Geografie
De oppervlakte van Fréchou bedraagt 12,0 km², de bevolkingsdichtheid is 20,8 inwoners per km².
De onderstaande kaart toont de ligging van Fréchou met de belangrijkste infrastructuur en aangrenzende gemeenten.

## Demografie
Onderstaande figuur toont het verloop van het inwonertal (bron: INSEE-tellingen).